# James Bradley
James Bradley (7. března 1693 – 13. července 1762) byl anglický astronom a kněz, který objevil aberaci světla (1727) a nutaci (1748). Byl profesorem astronomie na univerzitě v Oxfordu (od roku 1721), ředitelem Královské greenwichské observatoře (od roku 1742). Zúčastnil se řady expedic za zatměními Slunce. Od roku 1742 byl královským astronomem.
Je po něm pojmenována měsíční hora Mons Bradley ležící v pohoří Montes Apenninus.

## Život
Narodil se ve vesnici Sherborne v Anglii. Studoval na Balliolově koleji v Oxfordu, zde v roce 1714 získal titul Bachelor of Arts (bakalář umění) a v roce 1714 titul Master of Arts (magistr umění). 6. ledna 1718 byl zvolen členem Královské společnosti, a to na doporučení astronoma Edmonda Halleyho. V roce 1719 se stal vikářem ve vsi Bridstow v Anglii. Z pozice vikáře odstoupil v roce 1721, když byl jmenován saviliánským profesorem astronomie na univerzitě v Oxfordu. Od té doby se již plně věnoval astronomii.